# Обладунки Бога: У пошуках скарбів
Обладунки Бога: У пошуках скарбів (оригінальна назва англ. Kung Fu Yoga — «Кунг фу йога») — китайська пригодницька кінокомедія 2017 року. Режисером та сценаристом став Стенлі Тонг. Головну роль виконав Джекі Чан.

## Сюжет
Відомий професор з Китаю Джек Кондор, який багато років займається археологією випадково дізнається, що десь у Індії є древній скарб клану Магадхі, захований там сотні років тому. Ці скарби представляють не тільки величезну фінансову цінність, але і дуже значимі для історії. Об'єднавшись з Амшітою — колегою з Національного музею Раджастану, вони направляються на пошуки в гірський район Тибету. Прибувши на місце вчені, розбивають табір і за допомогою сучасних технологій намагаються визначити точне розташування сховища. Встановивши, що їх мета - замерзле озеро, вони проникають в крижану печеру. Після тривалих і дуже обережних робіт їм вдається отримати золото і реліквії з-під товстого шару льоду. Але тут на групу шукачів скарбів нападає Рендал, нащадок могутнього ворожого роду. Він краде у них найбільший алмаз і втікає, залишивши їх помирати в обвалі. Джек і Асміта, все-таки, змогли вибратися назовні через вузьку щілину. Діставшись до цивілізації, вони дізнаються, що викрадач збирається продати його з аукціону на чорному ринку. Тепер героям необхідно встигнути до початку торгів приїхати в Дубаї і викупити артефакт, до складу якого і входить цей камінь. А по дорозі ще придумати, де взяти потрібну суму.

## У ролях
| Актор        | Роль     |
| ------------ | -------- |
| Джекі Чан    | Джек     |
| Ааріф Рахман | Джонс Лі |
| Чжан Лай     | Стенлі   |
| Мія Муці     | Наомі    |
| Сону Суд     | Рендалл  |
| Діша Патані  | Ашміта   |
| Аміра Дастур | Кайра    |
| Чжан Голі    |          |
| Ерік Цан     |          |